# Barborská cesta
Barborská cesta – pieszo-rowerowa turystyczna trasa krajoznawcza o długości 186,2 km, która łączy zabytki górnicze i inne atrakcje na terenie środkowej Słowacji. Oznaczona jest żółtymi znakami z czarną wieżą i kodem QR (tabliczki kierunkowe). W terenie, na drzewach oznaczenie to ma formę wymalowanej na czarno wieży na żółtym tle.

## Trasa
Droga jest podzielona na dziewięć odcinków dziennych ułatwiającymi stopniowe pokonanie całej trasy, na której zlokalizowane są liczne miejsca noclegowe i gastronomiczne, umożliwiające spożycie lokalnych tradycyjnych potraw. Trasa zaczyna się i kończy w Bańskiej Bystrzycy. Po drodze znajduje się 29 przystanków (miejsc ważnych pod względem górniczym, historycznym, przyrodniczym, religijnym, kulturowym i technicznym). Na przystankach postawiono wyrzeźbione, drewniane wieże stanowiące swoiste drogowskazy dla turystów. 

## Miejscowości
Na trasie znajdują się m.in.: 
- Bańska Bystrzyca,
- Staré Hory,
- Skalka,
- Kremnica,
- Sklené Teplice,
- Bańska Szczawnica,
- Bacúrov,
- Zvolen[3].

## Galeria

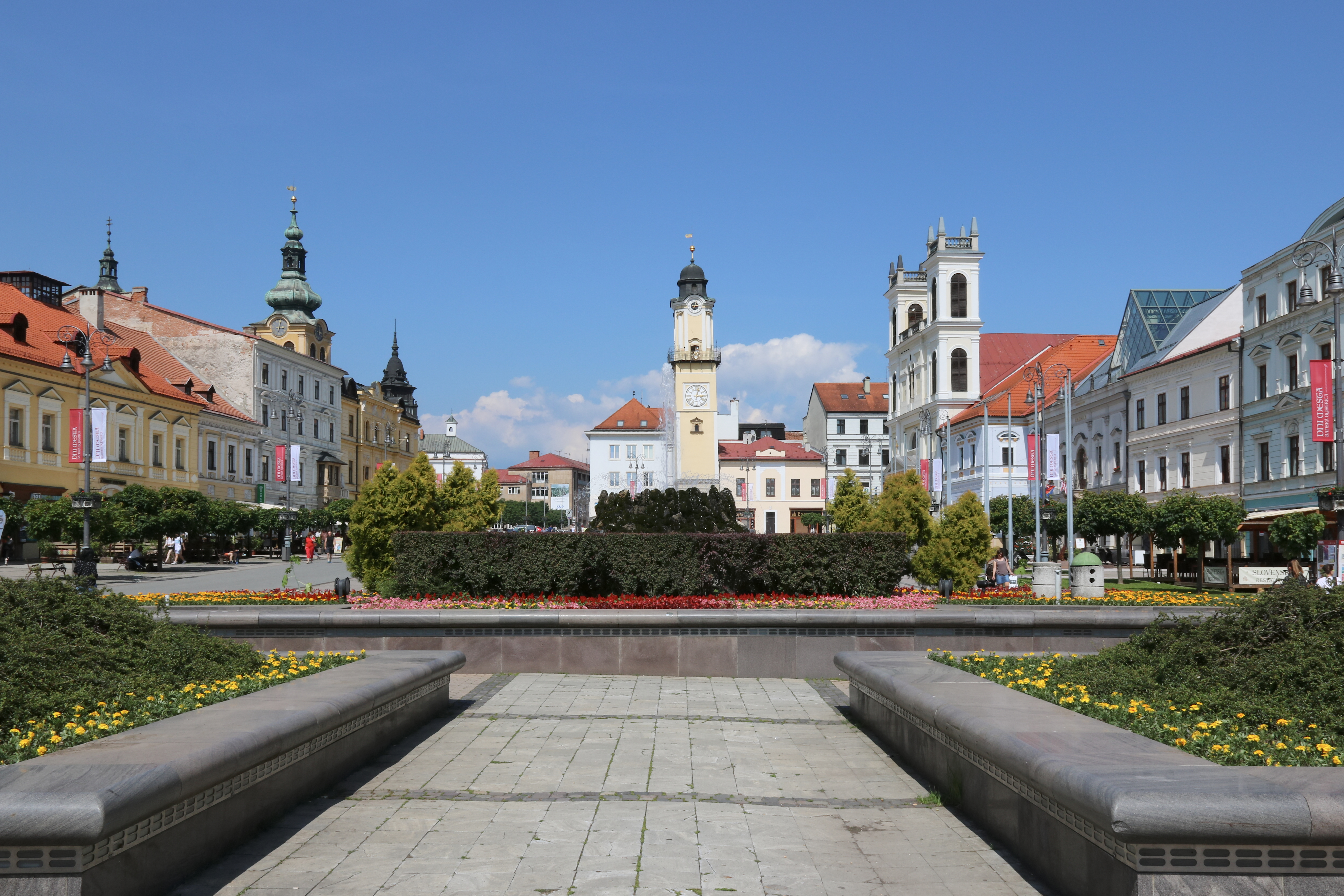
Bańska Bystrzyca
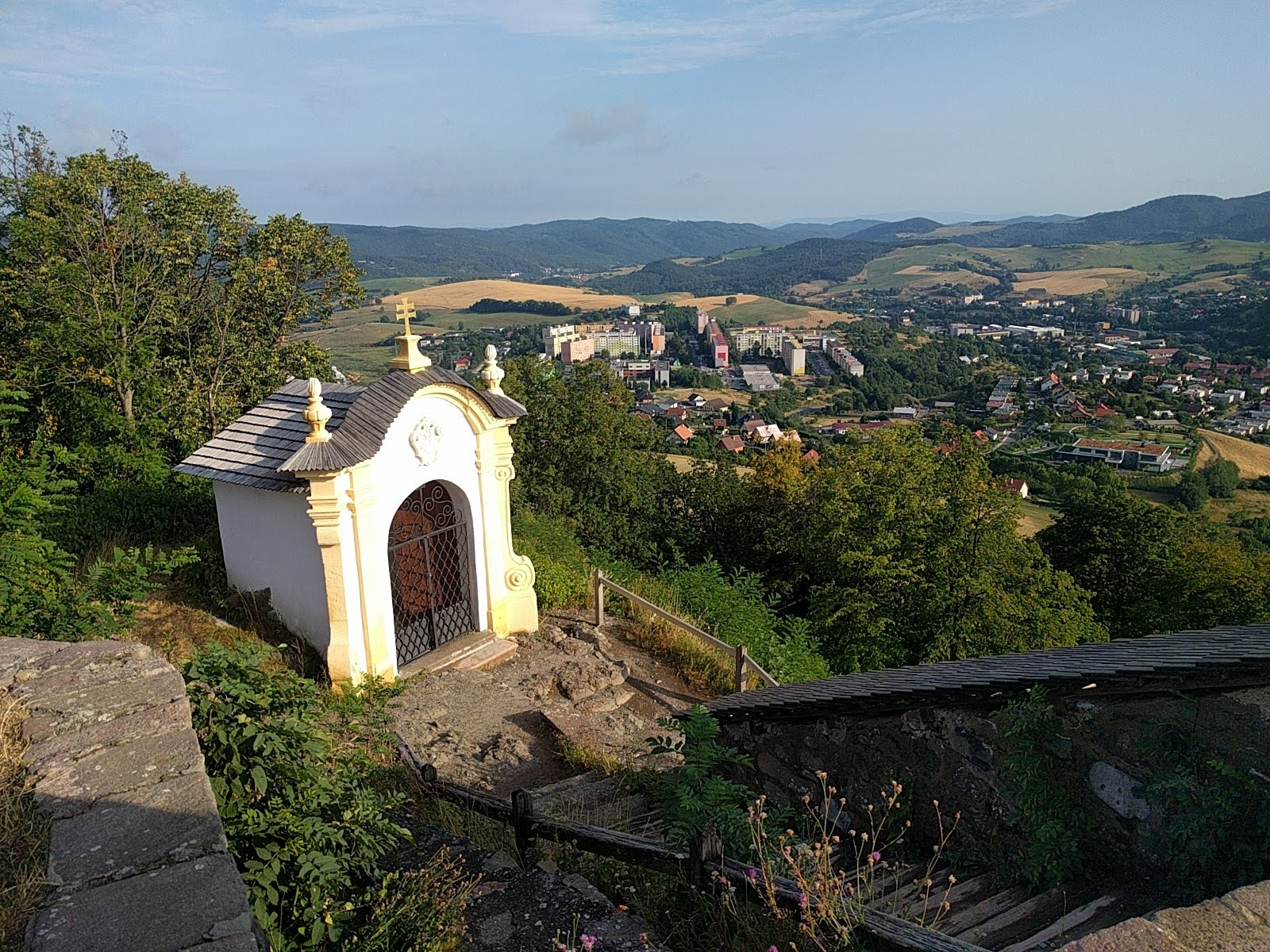
Bańska Szczawnica
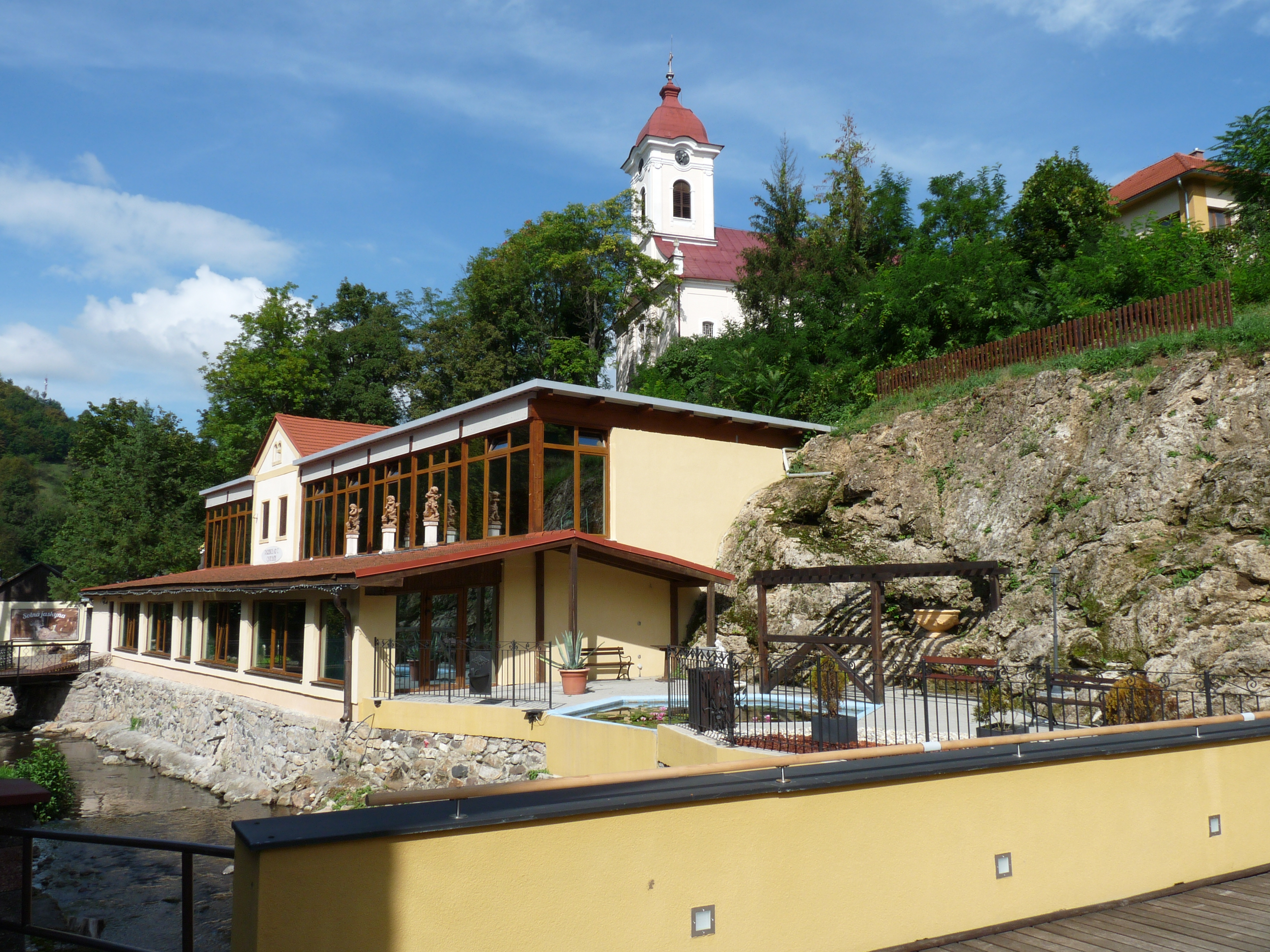
Sklené Teplice